# Matrimonio igualitario en Florida
El matrimonio igualitario en Florida es legal desde el 6 de enero de 2015, como resultado del fallo en el caso Brenner contra Scott emitido por la Corte de Distrito de los Estados Unidos para el Distrito Norte de Florida. Florida había aprobado una ley estatal que prohibía el matrimonio entre personas del mismo sexo en 1977 y, en 1997, añadió una disposición que impedía el reconocimiento de matrimonios de este tipo celebrados en otras jurisdicciones. En 2008, los votantes aprobaron una reforma constitucional que prohibía tanto el matrimonio igualitario como las uniones civiles. Estas leyes, aunque inaplicables, siguen estando en vigor.

## Restricciones legales
En 1977, tras el éxito de la campaña Save Our Children para revocar una ordenanza a favor de los derechos LGBT en Miami, la Legislatura de Florida promulgó una ley que prohibía el matrimonio igualitario y la adopción por parte de personas gays y lesbianas. El senador estatal Curtis Peterson, uno de los impulsores de la legislación, afirmó que su propósito era decir: "Estamos hartos de ustedes y desearíamos que volvieran al clóset". En 1997, la Legislatura de Florida aprobó por abrumadora mayoría su propia Ley de Defensa del Matrimonio, que establecía que el matrimonio era la "unión entre un hombre y una mujer" y prohibía al estado reconocer los matrimonios entre personas del mismo sexo celebrados en otros estados. El gobernador del estado, Lawton Chiles, se opuso a firmarla.
Según un dictamen jurídico presentado ante la Asociación de Secretarios Judiciales de Florida en diciembre de 2014, en previsión de una orden judicial en el caso Brenner contra Scott, cualquier funcionario público que otorgara licencias de matrimonio a parejas del mismo sexo se enfrentaría a sanciones penales, una disposición legal que calificó de "aparentemente única" en Florida. Las penas podrían incluir multas de hasta 1000 dólares y hasta un año de prisión.
En agosto de 2017, el senador Gary Farmer presentó un proyecto de ley para derogar la prohibición legal estatal del matrimonio igualitario. Un proyecto similar fue introducido en la Cámara de Representantes de Florida por el representante David Richardson en noviembre de 2017. Ninguno de los proyectos fue aprobado. La senadora Tina Polsky presentó una propuesta similar en diciembre de 2022, pero fracasó antes de finalizar la sesión legislativa. Los senadores Fabián Basabe y Polsky propusieron nuevos proyectos en octubre de 2023, y en enero de 2025, respectivamente, pero ambas propuestas fracasaron.

### Enmienda constitucional

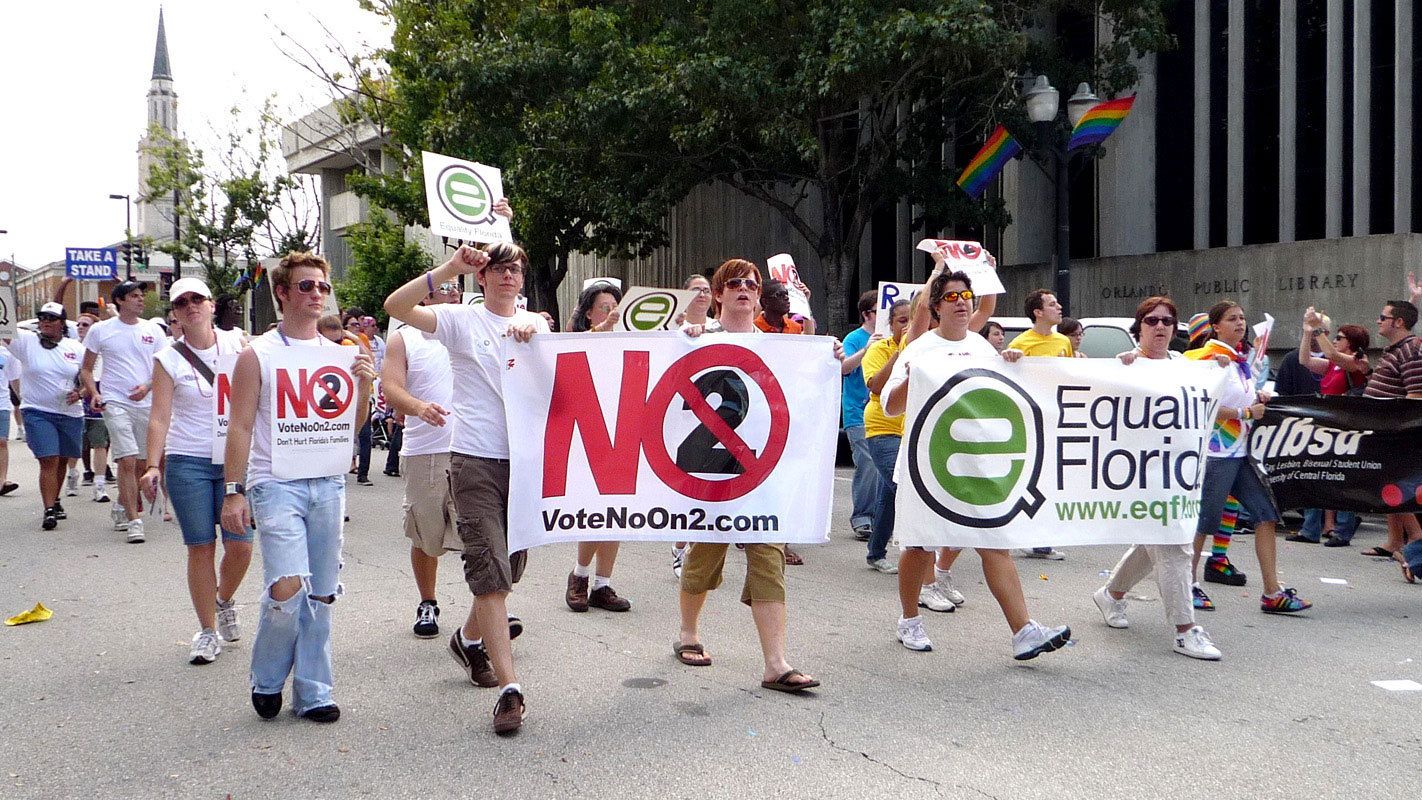
Activistas instando a los votantes a rechazar la Enmienda 2, Orlando, 2008

El 4 de noviembre de 2008, los votantes aprobaron la Enmienda 2, una enmienda constitucional que prohibía el matrimonio entre personas del mismo sexo y las uniones civiles en el estado. Se requería un 60 % de votos favorables para adoptar la enmienda; el 62 % votó a favor. En 2013 se formaron dos organizaciones dedicadas a revocar la enmienda constitucional en las elecciones de 2014: Get Engaged y Equal Marriage Florida. Sin embargo, no se presentó ninguna medida en la boleta electoral de 2014 para derogar la prohibición del matrimonio entre personas del mismo sexo.
En octubre de 2023, el senador Fabián Basabe presentó una propuesta de enmienda constitucional para derogar la prohibición. La medida habría requerido la aprobación de los votantes mediante referéndum en noviembre de 2024, pero fue desestimada sin audiencia en una subcomisión del Senado en febrero de 2024.

## Demandas judiciales
En 2014. tras la decisión en el caso Estados Unidos contra Windsor, se presentaron varias demandas judiciales en favor de los derechos al matrimonio igualitario. Dos tribunales ordenaron a funcionarios estatales reconocer matrimonios específicos celebrados fuera de Florida.

### CasoWilson contra Ake
En enero de 2005, el juez James S. Moody Jr. del Tribunal de Distrito de los Estados Unidos para el Distrito Medio de Florida confirmó la prohibición estatal del matrimonio igualitario y falló en contra de una pareja del mismo sexo que buscaba que su matrimonio celebrado en Massachusetts fuera reconocido en Florida.

### CasoBrenner contra Scott
El 28 de febrero de 2014, abogados de derechos civiles presentaron una demanda en el Tribunal de Distrito de los Estados Unidos para el Distrito Norte de Florida en representación de una pareja del mismo sexo de Florida que se había casado en Canadá. El caso, Brenner contra Scott, fue asignado al juez Robert Lewis Hinkle, y los demandados incluían al gobernador Rick Scott y a otros tres funcionarios estatales. El 21 de agosto, el juez dictaminó que las prohibiciones legales y constitucionales de Florida al matrimonio entre personas del mismo sexo eran inconstitucionales. Emitió una suspensión temporal en espera de apelación y otorgó ordení al estado reconocer el matrimonio.
Los demandados estatales apelaron ante el tribunal de apelaciones del Undécimo Circuito de los Estados Unidos, y el caso pasó a titularse Brenner v. Armstrong. El 3 de diciembre, el Undécimo Circuito rechazó una solicitud para extender la suspensión emitida previamente por el juez Hinkle, y la Corte Suprema estadounidense rechazó el 19 de diciembre la petición del estado, con las únicas disidencias de los jueces Antonin Scalia y Clarence Thomas. La suspensión expiró el 6 de enero de 2015, legalizando así el matrimonio entre personas del mismo sexo en Florida.
Más de un año después de que comenzaran los matrimonios entre personas del mismo sexo en Florida, el juez Hinkle emitió un fallo que declaraba inconstitucional la enmienda aprobada por los votantes que prohibía dicho tipo de uniones. El 31 de marzo de 2016, Hinkle dictó una orden judicial final en el caso Brenner, reafirmando la inconstitucionalidad de las prohibiciones constitucionales y legales —ya derogadas— al matrimonio entre personas del mismo sexo, y aclarando que el gobierno estatal debía tratar a las parejas del mismo sexo en igualdad de condiciones bajo todas las leyes de Florida. El juez Hinkle rechazó el argumento del estado de que un juicio sumario sería irrelevante, dado que el gobierno estatal había mostrado poca o ninguna disposición a acatar la decisión de la Corte Suprema de los Estados Unidos en Obergefell v. Hodges, dictada el 26 de junio de 2015.

## Demografía y estadísticas matrimoniales
Según datos del Censo de los Estados Unidos de 2000, 41 048 parejas del mismo sexo residían en Florida. Para 2005, esta cifra había aumentado a 54 929 parejas y representaban el 1.2 % de los hogares en pareja y el 0.65 % de todos los hogares en Florida. La mayoría residía en los condados de Broward, Miami-Dade y Palm Beach, pero el condado con el mayor porcentaje de parejas del mismo sexo era Monroe, con un 1.59 % del total. Las parejas gay en Florida eran en promedio más jóvenes que las parejas de distinto sexo y más propensas a estar empleadas. Sin embargo, los ingresos promedio y medianos eran más bajos, y también eran mucho menos propensas a ser propietarias de vivienda.
Según el Censo de los Estados Unidos de 2020, en Florida había 56 306 hogares conformados por parejas casadas del mismo sexo (30 096 parejas masculinas y 26 210 parejas femeninas), y 40 038 hogares de parejas del mismo sexo no casadas.